# Єлецька провінція
Єлецька провінція — одна з провінцій Московського царства й з 1721 року Російської імперії. Центр — місто Єлець.
Єлецька провінція була утворена в складі Азовської губернії за указом Петра I «Про устрій губерній і про визначення в них правителів» в 1719 році. До складу провінції були включені міста Єлець, Талецький, Чернавський, Лівни, Єфремов, Данков, Лебедянь і Скопін.
У 1725 році Азовська губернія перейменована на Воронезьку губернію.
У листопаді 1775 року поділ губерній на провінції було скасовано.